# Liste der Bodendenkmäler in Lohberg (Bayern)
Auf dieser Seite sind die Bodendenkmäler in der Oberpfälzer Gemeinde Lohberg zusammengestellt. Diese Tabelle ist eine Teilliste der Liste der Bodendenkmäler in Bayern. Grundlage ist die Bayerische Denkmalliste, die auf Basis des Bayerischen Denkmalschutzgesetzes vom 1. Oktober 1973 erstmals erstellt wurde und seither durch das Bayerische Landesamt für Denkmalpflege geführt wird. Die folgenden Angaben ersetzen nicht die rechtsverbindliche Auskunft der Denkmalschutzbehörde.

## Bodendenkmäler der Gemeinde Lohberg

### Bodendenkmäler in der Gemarkung Lohberg
| Lage               | Objekt | Akten-Nr.     | Bild |
| ------------------ | --- | ------------- | ---- |
| Lohberg (Standort) | Archäologische Befunde der frühen Neuzeit im Bereich der profanierten Kirche St. Walburga in Lohberg, darunter die Spuren von Vorgängerbauten bzw. älterer Bauphasen. | D-3-6844-0008 |      |
| Lohberg (Standort) | Archäologische Befunde im Bereich einer abgegangenen frühneuzeitlichen Glashütte.                                                                                     | D-3-6844-0009 |      |
| Lohberg (Standort) | Archäologische Befunde im Bereich einer abgegangenen frühneuzeitlichen Glashütte.                                                                                     | D-3-6844-0010 |      |
| Lohberg (Standort) | Archäologische Befunde im Bereich einer abgegangenen frühneuzeitlichen Glashütte.                                                                                     | D-3-6844-0011 |      |
| Lohberg (Standort) | Archäologische Befunde im Bereich einer abgegangenen frühneuzeitlichen Glashütte.                                                                                     | D-3-6844-0012 |      |
| Lohberg (Standort) | Archäologische Befunde im Bereich einer abgegangenen Glashütte des frühen 19. Jhs.                                                                                    | D-3-6844-0013 |      |
| Lohberg (Standort) | Archäologische Befunde im Bereich einer abgegangenen frühneuzeitlichen Glashütte.                                                                                     | D-3-6844-0019 |      |
| Lohberg (Standort) | Archäologische Befunde im Bereich einer abgegangenen frühneuzeitlichen Glashütte.                                                                                     | D-3-6844-0020 |      |
| Lohberg (Standort) | Archäologische Befunde im Bereich einer abgegangenen frühneuzeitlichen Glashütte.                                                                                     | D-3-6844-0021 |      |
| Lohberg (Standort) | Archäologische Befunde im Bereich einer abgegangenen frühneuzeitlichen Glashütte.                                                                                     | D-3-6844-0022 |      |
| Lohberg (Standort) | Archäologische Befunde im Bereich einer abgegangenen frühneuzeitlichen Glashütte.                                                                                     | D-3-6844-0023 |      |
| Lohberg (Standort) | Archäologische Befunde im Bereich einer abgegangenen frühneuzeitlichen Glashütte.                                                                                     | D-3-6844-0024 |      |